# 真空地帯
『真空地帯』（しんくうちたい）は、野間宏による小説及びそれを原作とした映画化作品、舞台作品である。

## 概要
1952年2月、河出書房から書き下し長篇小説として刊行され、毎日出版文化賞を受賞した。さらに、評価をめぐって、宮本顕治と大西巨人の論争のきっかけともなり、様々な文芸誌で批評の対象となった。
岩波文庫（解説杉浦明平・紅野謙介、2017年）で新版再刊
作者は、1941年、大阪歩兵第37聯隊歩兵砲中隊に入営後、フィリピンに送られるも、マラリアに罹って内地の陸軍病院に入院。その後、1943年、左翼運動の前歴を憲兵に詮索され、治安維持法違反容疑で軍法会議にかけられて、大阪陸軍刑務所に半年入所した。本作には、このような作者の体験が色濃く反映され、軍隊の苛烈な状況の頂点を敵と生死を分つ闘いを繰り広げる戦場ではなく、教育・訓練の場である「内務班」に求めた。

## あらすじ
陸軍刑務所での2年間の服役を終え仮釈放となった木谷一等兵（上等兵から降等）は、敗色濃厚になりつつあった1944年の冬に古巣の大阪歩兵聯隊歩兵砲中隊に復帰する。木谷は聯隊経理室勤務の事務要員であったが、経理委員間の主導権争いに巻き込まれ、上官の財布を窃盗した疑いで軍法会議にかけられた。馴染みの娼妓から押収された木谷の手紙の一節は反軍的と看做され取調の法務官に咎められるのだった。刑務所での苦しい生活から解放されて戻ってきた中隊では、木谷を知る者は古い下士官しかおらず、内務班の兵隊は年次が下の現役古参兵と初年兵の学徒兵、それに応召してきた中年の補充兵ばかりであった。古参兵は野戦行の噂におびえ、学徒兵は慣れない兵隊生活に戸惑い、班内は荒れていた。
古参兵どもは木谷がどこから帰ってきたのか詮索しようとするが、本人が明かさないので、陸軍病院下番（退院）で少し頭がおかしいのだと思っている風であった。そのうち、どこからともなく陸軍刑務所に入っていたと分かり、しかも自分たちより軍隊生活の長い最古参の4年兵であったので、班内は奇妙な空気に包まれる。ある夜、班内でおおっぴらに監獄帰りと揶揄した初年兵掛上等兵を散々に打ちのめした木谷は、4年兵の権威をもって班内の全員を整列させ、「監獄帰りがそんなにおかしいのかよ」と喚きながら一人一人に次々とビンタを見舞うのだった。孤立状態のなか、木谷はもとの経理室の要員を訪ねるのだが、敬遠されてしまう。中隊事務室で人事掛の事務補助をしている曽田一等兵は、激しいリンチや制裁がまかり通る軍隊のことを一般社会から隔絶された「真空地帯」だと表現していた。
木谷を厄介者と見ていた中隊人事掛の立沢准尉は野戦要員の補充兵の父親から賄賂をもらって、木谷をその代わりとして野戦要員にしてしまう。その密談を立聞きしていた曽田一等兵から真相を聴いた木谷は荒れ狂い、中隊事務室で立沢准尉を詰問し、自分を刑務所に送った経理委員の中尉の居室を襲って殴り倒し、夜間脱柵をはかるのだった。連れ戻された木谷は中隊から追い出されるようにすし詰めの輸送船で戦地に向かった。

## 映画
『眞空地帯』（しんくうちたい）は、新星映画社が1952年に製作し、北星株式会社が配給した日本映画である。

### 概要
1952年2月に刊行された野間宏の書き下し長篇小説『眞空地帯』を原作として、山形雄策が脚色した。第26回キネマ旬報ベスト・テン第6位、第3回ブルーリボン賞ベストテン2位、NHK日本映画委員会選出ベストテン9位。監督の山本薩夫は、すでに東宝で演出家として働いていた1945年に千葉県印旛郡佐倉町の佐倉連隊に二等兵として入営。中支戦線の内務班で上官からの理不尽な私的制裁を受けた。映画の撮影にあたっては、終戦後も残されていた佐倉連隊の旧兵舎が使用された。
プロットにおいて原作との齟齬はほぼなく、原作のポイントを押えているとされる。冒頭、木谷が出所して原隊に復帰し、その後、回想に入る展開も一致している。

### 出演者
※本編クレジット順
- 木谷利一郎一等兵（上等兵から降等、4年兵）：木村功
- 林中尉：加藤嘉
- 立沢准尉：三島雅夫
- 花枝：利根はる恵
- 金子軍曹：金子信雄
- 峯大尉（中隊長）：神田隆
- 曾田一等兵：下元勉
- 岡本法務少尉（法務官）：岡田英次
- 染一等兵：高原駿雄
- 広井一等兵：花沢徳衛
- 地野上等兵：佐野浅夫
- 世耕一等兵：武内文夫
- 安西二等兵：三島耕
- 大住軍曹：西村晃
- 土屋一等兵：下條正巳
- 今橋恒
- 内村一等兵：野々村潔
- 林孝一
- 椎原邦彦
- 南川直
- 鈴木茂
- 橋本一等兵：清村耕二
- 髙本克彦
- 倉田地三
- 田中昭夫
- 北原繁
- 佐野一等兵：小栗一也
- 稲村勉
- 原田甲子郎
- 富田浩太郎
- 福田豊
- 笠井渉三
- 久保一
- 大町文夫
- 愚利三平
- 未田一博
- 阪田悌郎
- 真木恭介
- 石川上等兵：谷晃
- 内田礼子

### 関連文献
- 木下順二「ロケ隊一日入営記-ルポルタージュ"真空地帯"」『改造』1952年12月号掲載
- 前田実・藤原杉雄「『真空地帯』の宣伝工作ノート」『ソヴェト映画』1953年掲載
- 安部公房他「映画『真空地帯』をめぐって（座談会）」『人民文学』1953年2月号掲載
- 前田実「真空地帯撮影記録」『映画技術』（通号 28）1953年3月掲載

## 舞台
- 1953年4月21日から4月27日まで、瓜生忠夫、色川大吉、小松方正、杉浦直樹らの新演劇研究所（新演）の第4回公演として、歌舞伎町の新宿劇場で、下村正夫演出（1953年度毎日新聞演劇賞を受賞）[5]、鈴木政男脚色により毎日新聞社主催で上演された。
- 同年5月12日、同劇団により、大阪毎日会館、5月18日、京都弥栄会館で上演された[6]。